# Nebbi
Nebbi est une ville du nord-ouest de l'Ouganda, capitale du district de Nebbi.

## Source
- (en) Cet article est partiellement ou en totalité issu de l’article de Wikipédia en anglais intitulé « Nebbi » (voir la liste des auteurs).